# Charles Glen King
Charles Glen King (1896. október 22. – 1988. január 23.) amerikai biokémikus volt, a táplálkozástudományok kutatásainak egyik úttörője, aki Szent-Györgyi Alberttel közösen izolálta a C-vitamint. King egyik életrajza azt írja, sokan úgy érzik, legalább annyira meg kellene becsülni King felfedezését, mint ahogy teszik azt Szent-Györgyiével.

## Élete
King a washingtoni +Entiatban, Charles Clement King és Mary Jane Bookwalter gyerekeként született meg. Mivel a helyi, egytermes iskolában nem volt 12. évfolyam, korán bekerült a Washington Állami Egyetemre. A Lambda Chi Alpha tagja volt. Az első világháború megszakította tanulmányait, miközben ő a 12. gyalogezrednek, egy gépfegyveres csapatnak volt a tagja. Főiskolai kémiai fokozatát csak 1918-ban kapta meg. Rögtön átment a Pittsburghi Egyetemre, ahol egyetemi címét 1920-ban, doktori fokozatát pedig 1923-ban szerezte meg. Egyetemi tanulmányainak kezdetétől már az újonnan születő tudományág, a vitaminok világa vonzotta. 1942-ig Pittsburghben maradt professzorként, onnantól pedig a Táplálkozási Alapítvány első tudományos igazgatója volt. Az alapítvány fő célja az egészséghez kapcsolódó egyéni és állami kutatások támogatása volt mind az országon belül, mind nemzetközi szinten.
King táplálkozástudományi munkája 1931–1932-ben nagyrészt a C-vitamin izolálása körül forgott. Mikor tengerimalacokon azt tesztelte, milyen skorbutellenes hatásai vannak a citromléből kivont készítményeknek. A Szegedi Tudományegyetemen akkoriban Szent-Györgyi Albert hasonló kísérleteket végzett, de ő kifejezetten a hexózokból előállítható savakra koncentrált. Kémiailag King aktív hatóanyaga majdnem megegyezett Szent-Györgyi hexóz alapú savjával, de S.S. Silva kutatásai kimutatták, hogy ez a sav még nem a C-vitamin volt. Ennek ellenére egymástól két hét eltéréssel 1932 tavaszán először King, majd pedig Szent-Györgyi is olyan cikkeket tettek közzé, melyek szerint az aszkorbinsav valójában a C-vitamin. Szent-Györgyi később a felfedezésben vállalt részéért Nobel-díjat kapott, de többen úgy gondolták, a két embert egyenlően kellett volna díjazni. King később kimutatta a B-citamin fontos élettani hatását, és több mint 40-éves karrierje során sok jelentős hozzájárulása volt a zsírok, az enzimek és a vitaminok kutatása terén. King 200-nál is több cikket írt a helyes táplálkozásról valamint a vitaminok pozitív szerepéről.
A Táplálkozástudományi Alapítványnál végzett kutatásain felül King megalapította az USA Mezőgazdasági Minisztériumának Növény-, Talaj- és Tápanyag-laboratóriumát. Segített az Élelmiszer és Tápanyag Bizottság felállításában, mely a második világháborútól kezdve az 1970-es évekig foglalkozott a katonák és a civilek táplálkozási és vitaminellátási problémáival. Részt vett az Élelmiszer-mentési Bizottság, a Protein Tanácsadó Csoport és a Táplálkozástudományi Nemzetközi Unió megalapításában, valamint a Javasolt Napi Bevitel meghatározásában, Részt vett az Ízületi Gyulladás és Emésztési Problémák Nemzeti Intézetének a felállításában. King hivatalosan 1963-ban ment nyugdíjba az Alapítványától, hogy karrierjét a Táplálkozástudományi Intézetnél mint igazgatóhelyettes, illetve a Rockefeller Alapítványnál mint tanácsadó folytassa.